# Rivula nexalis
Rivula nexalis là một loài bướm đêm trong họ Erebidae.